# Indosasa laotica
Indosasa laotica är en gräsart som först beskrevs av Aimée Antoinette Camus, och fick sitt nu gällande namn av Chi Son Chao och Stephen Andrew Renvoize. Indosasa laotica ingår i släktet Indosasa och familjen gräs. Inga underarter finns listade i Catalogue of Life.